# Melissa Beralus
Mélissa Béralus, née en 1995 à Port-au-Prince, est une féministe, plasticienne et journaliste haïtienne.

## Biographie
Mélissa Béralus naît en 1995 à Port-au-Prince en Haïti. Elle est membre de l’Atelier Jeudi Soir. Elle étudie les beaux-arts à l’École nationale des arts d’Haïti, l'histoire de l'art et l'archéologie et enseigne le créole haïtien et le dessin à l’école secondaire.
Elle publie son premier ouvrage Alarive lavi chez C3 éditions en 2016, un monologue poétique autour de la violence conjugale, et sa version bilingue (en créole haïtien et français) À l'arrivée, la vie / alarive lavi aux éditions Atlantiques déchainés. En 2021, elle publie Femme, nom masculin aux éditions Gouttes-Lettres. Dans cet ouvrage elle aborde le rapport entre femme et homme. Elle reçoit en novembre 2021 une carte blanche au club de lecture de la Bibliothèque Pyepoudre. Elle est également membre de la structure "Visitez Haïti".

## Œuvres
- Femme : nom masculin, 2021 (ISBN 978-99970-970-6-4 et 99970-970-6-8, OCLC 1311280190).
- Alarive lavi, 2016 (ISBN 978-99970-89-00-7 et 99970-89-00-6, OCLC 1022564539, h9)[7].